# Centropus ateralbus
El cucal blanquinegro, cucal blanco y negro o cucal de Nueva Bretaña (Centropus ateralbus) es una especie de ave cuculiforme de la familia Cuculidae endémica de Papúa Nueva Guinea.

## Descripción
El cucal blanquinegro mide entre 44 y 48 cm de longitud, incluida su larga cola. Su cuello, pecho y las partes inferiores y posteriores de la cabeza son blancos mientras que el plumaje del resto de su cuerpo es negro.

## Distribución y hábitat
Se encuentra únicamente en las selvas tropicales de las islas Bismarck, situadas en el este de Papúa Nueva Guinea.